# Кошелєв Родіон Олександрович
Родіон (Іродіон) Олександрович Кошелєв (рос. Родион (Иродион) Александрович Кошелев; 1749—1827) — російський державний діяч, дипломат, дійсний таємний радник. Наближений Олександра I, впливовий містик та масон і мартініст, віце-президент Російського біблійного товариства.
Член Державної ради (з 1 січня 1810), голова комісії Державної ради, обер-гофмейстер (1809). Дійсний таємний радник (1808), камергер.

## Сімейні зв'язки
Народився 31 травня (11 червня) 1749 року в сім'ї статського радника Олександра Родіоновича Кошелєва та його дружини Анастасії Єгорівни, уродженої Єремєєвої. Він був:
- правнуком вихователя Катерини I, засновника першої гімназії у Москві пастору Йоганну-Ернсту Глюку (1652—1705);
- онуком шталмейстеру, генерал-поручику Родіону Михайловичу Кошелєву (пом. 1760);
- племінником воронезькому віце-губернатору Івану Родіоновичу Кошелєву ;
- рідним братом багатої московської пані Дар'ї Олександрівні Валуєвої ;
- рідним дядьком мемуаристці Марії Аполлонівні Волковій ;
- двоюрідним братом губернатору Тобольської, Литовсько-Віленської, Гродненської та Тамбовської губерній Дмитру Родіоновичу Кошелєву (після 1750—1815);
- двоюрідним братом генерал-аншефу Олександру Васильовичу Римському-Корсакову (1729—1781), командиру В. Я. Мировича;
- двоюрідним дядьком письменнику-слов'янофілу Олександру Івановичу Кошелєву (1806—1883);
- двоюрідним дідом голові комітету міністрів Російської імперії Петру Олександровичу Валуєву (1815—1890).

У шлюбі з Варварою Іванівною Плещеєвою (1756—1809), сестрою масона і містика С. І. Плещеєва, мав дочку Катерину (1782-11.02.1796; померла від хвороби, яка перебігала з гарячкою) та сина Сергія, який помер у дитинстві.

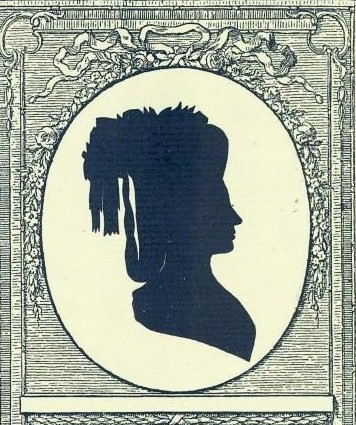
Варвара Іванівна, дружина

Здобув домашню освіту. У 1759 році у віці 10 років зарахований до кінного лейбгвардії полку; 22 вересня 1769 з вахмістрів посвячений в корнети; потім послідовно зведений у підпоручики та поручики, призначений полковим ад'ютантом.

З січня 1774 — волонтер в корпусі П. М. Голіцина, що діяв проти військ Омеляна Пугачова. Брав участь у боях у Прикам'ї, під Заїнськом, біля села П'яний Бір (нині Червоний Бір у Татарстані); 22 березня 1774 року під час штурму Татищової фортеці, перебуваючи в передовій штурмовій колоні, був поранений кулею в ногу. У листі від 26 березня головнокомандувач Бібіков повідомляв:
Ми втратили: 9 офіцерів та 150 рядових убито; 12 офіцерів поранено та 150 рядових. Ось яка була гулянка! А бідний мій Кошелєв тяжко в ногу поранений; боюся, щоб не помер, хоча Голіцин і пише, що є у безпеці.
Після лікування продовжив службу в корпусі, але в середині травня на власне прохання був відпущений до Петербурга.
1 січня 1777 року був зведений в чин ротмістра лейб-гвардії і звільнений від служби через хворобу (відрізнявся слабким зором, який погіршувався з роками).

### Громадянська служба
В 1784 був призначений «кавалером» (вихователем) до князя Костянтина Павловича, у 1787 році звільнений.
Повернення на службу відбулося вже за імператора Павла I: 30 квітня 1797 року Р. О. Кошелєв був призначений надзвичайним посланником і повноважним міністром у Данії і перебував на цій посаді до 24 жовтня 1798 року. Після повернення з Данії 16 листопада був знову звільнений зі служби.
Останнє повернення на державну службу відбулося 1808 року. З кінця 1808 і до весни 1812 він виконував дипломатичні доручення: був довіреною особою російського імператора в контактах з неофіційними представниками протистоїть Наполеону Центральної верховної хунти і Регентської ради Іспанії в Санкт-Петербурзі.
З 18 квітня 1809 — обер-гофмейстер імператорського двору. Цього ж дня удостоєний ордена св. Олександра Невського.
З 1 січня 1810 року став членом Державної ради. Через кілька днів, 17 січня став першим головою щойно створеної Комісії з ухвалення прохань Державної ради (із залишенням на посаді обер-гофмейстера). Остаточно звільнено від служби 9 квітня 1818 року (з пенсіоном у розмірі одержуваної платні). До кінця життя практично осліп.

### Суспільна діяльність
Після відходу з військової служби під впливом брата своєї дружини містика віце-адмірала С. І. Плещеєва стала масоном. У 1786—1787 роках був членом ложі «Мовчазності» («Скромності»). Згодом, у 1806—1807 роках перебував у релігійно-містичному товаристві графа Тадеуша Лещиця-Граб'янки (яке також назвалося: «Народ Божий» та «Новий Ізраїль») у Санкт-Петербурзі. Остання група збиралася у покоях цесаревича Костянтина Павловича або ж у будинку вдови С. І. Плещеєва. А також був Мартіністом.
Роки з 1787 по 1789 проводить у подорожі Західною Європою. Там звів знайомство з відомими містиками, які мали великий авторитет у Росії — Сен-Мартеном (1743—1803), Еккартсгаузеном (1752—1803), Лафатером (1741—1801), Юнг-Штіллінгом (1740—18).
В 1811 тісно зблизився з обер-прокурором князем О. М. Голіциним. За свідченням сучасника, «Кошелєв керував Голіциним, як дядько, і навіть їздив разом з ним на доповіді до государя». Вважають, що саме Р. О. Кошелєв залучив як Голіцина, так і імператора Олександра I в містицизм. Починаючи з 1812 між ними виник свого роду «містичний союз». Родіон Олександрович поряд із князем Голіциним стояв біля витоків Російського біблійного товариства, який обрав його своїм віце-президентом.
Тіньова діяльність Кошелєва не сховалася від ієрархів православної церкви, які вважали Кошелєва джерелом згубних, з їхньої точки зору, містичних впливів на імператора. Особливо ополчався проти «ворога православ'я і злокозненного ілюмінату» архімандрит Фотій, який багато років писав:
|  | Сей вельможа хитрый, пустосвят, лицемер, придворный ласкатель, прибрав к себе в руки министра духовных дел и народного просвещения князя Голицына, более всех в своё время сделал вреда и зла церкви православной и духовному сословию. |

Навіть відставка з державних постів у 1818 році зовсім не припинила дружнього спілкування Кошелєва з Олександром I. Імператор поселив Родіона Олександровича з сім'єю в Зимовому палаці і часто проводив вечори у глибокодумних бесідах та спільній молитві з ним та князем Голіциним. Р. О. Кошелєв був першим читачем і редактором багатьох маніфестів і промов Олександра, їх доброзичливим критиком (наприклад, знаменитої промови 1818 року у Варшавському сеймі, де Росії обіцяли «законно-вільні установи»).

Помер у Санкт-Петербурзі 26 листопада (1827 року, похований на Лазаревському цвинтарі Олександро-Невської лаври. На його могилі епітафія:
Давно я чекав, мій Боже, чекав
 Коли відпустиш Ти мене
 Від усіх турбот земних, суєт
 Відійти зі світом у Твій спокій!
 І нині відпустив мене
 Ти грішного раба,
 Спокутована безцінною кров'ю Сина Твого
 Чому я вірив, сподівався
 І, нарешті, люблячи, молячись, чекав
 Твоєї я волі скоєння.
 Нині Ти й дозволив,
 Від тіла зв'язків звільнив
І дав побачити спасіння Твоє.